# Helena Pieske

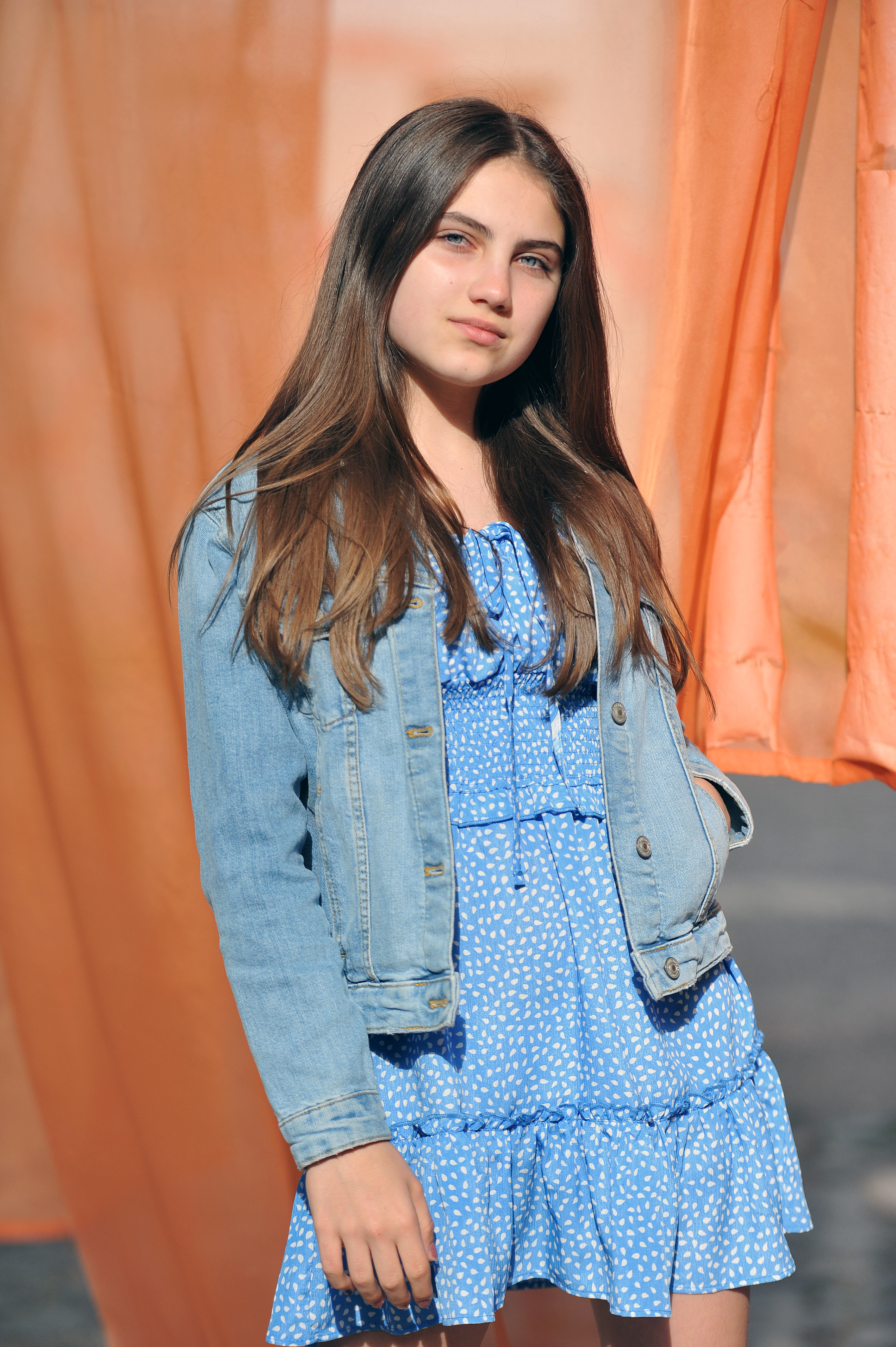
Helena Pieske (2021)

Helena Pieske (* 2007) ist eine deutsche Schauspielerin.

## Leben
Helena Pieske hatte ihre ersten Rollen 2014 als Maja Scholze der Folge Außer Kontrolle der Fernsehserie In aller Freundschaft sowie als Lynnie Schmüll im Kinofilm Bibi & Tina: Voll verhext! von Detlev Buck.
2015 trat sie als Lotta-Sophie von Engelbrecht in einer Folge der Fernsehserie In aller Freundschaft – Die jungen Ärzte auf. In dem Fantasy-Drama Im Spinnwebhaus ist sie in der Rolle der Miechen zu sehen; der Film von Mara Eibl-Eibesfeldt feierte seine Premiere in der Sektion Perspektive Deutsches Kino der Berlinale 2015. Zudem spielte sie in dem ZDF-Fernsehfilm Kommissar Marthaler – Engel des Todes die Rolle der Stefanie Wilke.
Von 2018 bis 2020 war Pieske in der Fernsehserie Deutschland in der Rolle der Steffi Fischer zu sehen.
In der Netflix-Serie Dark ist Pieske in der Rolle der jungen Agnes Nielsen zu sehen.
Seit April 2022 (ab Folge 967) ist Pieske in der Fernsehserie In aller Freundschaft in der durchgehenden Rolle der Hanna Globisch, der Tochter von Dr. Kathrin Globisch (Andrea Kathrin Loewig), zu sehen.
Ihre ältere Schwester ist die Schauspielerin Emilia Pieske, ihre Halbschwester ist die Schauspielerin Elisa Schlott.

## Filmografie

### Spielfilme
- 2014: Bibi & Tina: Voll verhext!
- 2015: In aller Freundschaft – Die jungen Ärzte (Fernsehserie, Folge Gemeinsam einsam)
- 2015: Im Spinnwebhaus
- 2015: Hitman: Agent 47[3]
- 2015: Kommissar Marthaler – Engel des Todes (Fernsehfilm)
- 2016: Zeit für Frühling (Fernsehfilm)
- 2016: Lou Andreas-Salomé[3]
- 2018: Teufelsmoor (Fernsehfilm)
- 2018: Hot Dog
- 2018: Der Besuch (Kurzfilm)
- 2019: Kreuzfahrt ins Glück – Hochzeitsreise auf die Kykladen
- 2019: Dark – Episode: Die Reisenden in
- 2019: Nur ein Augenblick. The Accidental Rebel (Internationaler Englischer Titel)
- 2020: Happiness? (Kurzfilm)
- 2021: Die Saat
- 2023: Die Mittagsfrau

### Serien
- 2014: In aller Freundschaft (Fernsehserie, Folge 17x29)
- 2015: Die Stadt und die Macht (ARD-Fernsehserie)
- 2016: Binny und der Geist (Fernsehserie)
- 2016: Tierärztin Dr. Mertens (Fernsehserie, Folgen 5x10, 5x11)
- 2018: Tannbach – Schicksal eines Dorfes (ZDF-Fernsehserie)
- 2018: Deutschland 86 (Amazon prime Serie)[3]
- 2019: Dark[3]
- 2020: Deutschland 89 (Fernsehserie)
- 2021: Legal Affairs (Fernsehserie)
- seit 2022: In aller Freundschaft (Fernsehserie, seit Folge 967)

## Auszeichnungen
- 2015: Beste Kinderdarstellerin, Copenhagen International Film Festival, Nordic Film Foundations, für eine der Hauptrollen des Fantasy-Dramas Im Spinnwebhaus[5]